# سينغ إز بلينغ (فلم)
سينغ إز بلينغ (بالإنجليزية: Singh Is Bliing) فيلم هندي كوميدي ممزوج بالحركة من بطولة الممثل أكشاي كومار وإيمي جاكسون وقد تم اصداره في (02 أكتوبر 2015) وخرج للتلفزيون العربي في (31 من يناير 2016) على قناة زي أفلام، الفيلم من إخراج برابهو ديفا وشارك في الإنتاج أكشاي كومار.